# Lijó
Lijó ist eine Gemeinde (Freguesia) im nordportugiesischen Kreis Barcelos. In ihr leben 2425 Einwohner (Stand 19. April 2021).